# Heinz Kußmaul
Heinz Kußmaul (* 1. Januar 1957 in Herrenberg) ist ein deutscher Wirtschaftswissenschaftler. Er ist tätig als Professor an der Universität des Saarlandes.

## Leben
Von 1975 bis 1979 studierte Kußmaul Betriebswirtschaftslehre an der Universität des Saarlandes. Im Anschluss war er von 1980 bis 1987 wissenschaftlicher Assistent bei Günter Wöhe an der Universität des Saarlandes, wo er 1983 promovierte und sich 1987 habilitierte.
Von 1987 bis 1989 hatte Kußmaul den Lehrstuhl für Betriebswirtschaftslehre, insbesondere Betriebliche Steuerlehre an der Universität Bielefeld inne, sowie von 1989 bis 1993 den Lehrstuhl für Betriebswirtschaftslehre, insbesondere Finanzierung und Investition/Betriebswirtschaftliche Steuerlehre an der Universität Kaiserslautern.
Seit 1993 ist er Inhaber des Lehrstuhls für Betriebswirtschaftslehre, insbesondere Betriebswirtschaftliche Steuerlehre an der Universität des Saarlandes an. Seit 1998 ist er dort zusätzlich Direktor des Instituts für Existenzgründung/Mittelstand sowie seit 2002 Direktor des Betriebswirtschaftlichen Instituts für Steuerlehre und Entrepreneurship.
Im Rahmen seiner Arbeit war Kußmaul unter anderem als Prodekan der Fachrichtung Wirtschaftswissenschaft der Rechts- und Wirtschaftswissenschaftlichen Fakultät (1996 bis 1998), als Vizepräsident für Planung und Strategie (2003 bis 2005) sowie als Vorstandsvorsitzender des Studentenwerks des Saarlandes (2009 bis 2012) tätig. Er ist außerdem Leiter der Wirtschaftswissenschaftlichen Seminarbibliothek. Zu seinen Schülern gehören u. a. Stephan Meyering (Fernuniversität Hagen), Lutz Richter (Universität Trier) und Karina Sopp (TU Bergakademie Freiberg).

## Werke
Kußmaul ist Verfasser zahlreicher Bücher, Aufsätze und Beiträge in Sammelwerken zu den Bereichen Bilanzierung, Betriebswirtschaftliche Steuerlehre, Finanzwirtschaft, Kostenrechnung, mittelständische Unternehmen sowie zu anderen Gebieten (insgesamt über 1000 Publikationen). Er ist außerdem Herausgeber wissenschaftlicher Reihen sowie Mitherausgeber des Handbuchs der Bilanzierung wie auch der Reihe Bilanz, Prüfungs- und Steuerwesen.

## Monografien
- Unternehmerkinder – Ihre zivil- und steuerrechtliche Berücksichtigung in personenbezogenen, mittelständischen Familienunternehmen, Köln, Berlin, Bonn und München 1983 (Dissertation Saarbrücken 1982)
- Nutzungsrechte an Grundstücken in Handels- und Steuerbilanz, Hamburg 1987 (Habilitationsschrift Saarbrücken 1986)
- mit Günter Wöhe: Grundzüge der Buchführung und Bilanztechnik, München 1991 (zuletzt: 11. Aufl., München 2022, ISBN 978-3-8006-6773-4)
- mit Hartmut Bieg: Grundlagen der Bilanzierung. Eine Einführung für Führungskräfte in Kreditgenossenschaften, Wiesbaden 1993 (zuletzt: 4. Aufl., Wiesbaden 2000, ISBN 978-3-87151020-5)
- Bankbetriebliche Steuerlehre. Studientexte der Akademie Deutscher Genossenschaften, Wiesbaden 1995 (zuletzt: 2. Aufl. 1998)
- Betriebliche Altersversorgung von Geschäftsführern. Voraussetzungen und finanzwirtschaftliche Auswirkungen, München 1995
- mit Hartmut Bieg: Externes Rechnungswesen, München und Wien 1996 (ab 6. Auflage zusammen mit Gerd Waschbusch, zuletzt: 6. Aufl., München 2012, ISBN 978-3-486-71396-1)
- Betriebswirtschaftliche Steuerlehre, München und Wien 1998 (zuletzt: 8. Aufl., Berlin und Boston 2020, ISBN 978-3-11-063132-6)
- Betriebswirtschaftslehre für Existenzgründer, München und Wien 1998 (ab 8. Aufl. 2016: Betriebswirtschaftslehre. Eine Einführung für Einsteiger und Existenzgründer, zuletzt: 9. Aufl., München 2022, ISBN 978-3-11-066463-8)
- mit Hartmut Bieg: Investitions- und Finanzierungsmanagement, Band I bis III, München 2000
- mit Hartmut Bieg, Christopher Hossfeld und Gerd Waschbusch: Handbuch der Rechnungslegung nach IFRS, Wiesbaden und Düsseldorf 2006 (zuletzt: 2. Aufl. Düsseldorf 2009)
- mit Hartmut Bieg und Gerd Waschbusch: Investitionsmanagement in Übungen, München 2006 (ab 2. Aufl. 2009: Investition in Übungen, zuletzt: 4. Aufl., München 2021, ISBN  978-3-8006-6472-6)
- mit Hartmut Bieg und Gerd Waschbusch: Finanzierungsmanagement in Übungen, München 2007 (ab 2. Aufl. 2010: Finanzierung in Übungen, zuletzt: 4. Aufl., München 2017, ISBN 978-3-8006-5339-3)
- mit Hartmut Bieg: Investition, 2. Aufl., München 2009 (ab 3. Aufl. zusammen mit Gerd Waschbusch, zuletzt: 3. Aufl., München 2016, ISBN 978-3-8006-5051-4)
- mit Hartmut Bieg: Finanzierung, 2. Aufl., München 2009 (ab 3. Aufl. zusammen mit Gerd Waschbusch, zuletzt: 4. Aufl., München 2022, ISBN 978-3-8006-6924-0)
- mit Hartmut Bieg, Karl Petersen, Gerd Waschbusch und Christian Zwirner: Bilanzrechtsmodernisierungsgesetz, München 2009, ISBN 978-3-486-58972-6
- mit Hartmut Bieg und Gerd Waschbusch: Externes Rechnungswesen in Übungen, München 2012, ISBN 978-3-486-70245-3
- Steuern. Einführung in die Betriebswirtschaftliche Steuerlehre, München 2013 (zuletzt: 4. Aufl., München 2020, ISBN 978-3-11-063130-2)